# LZ 7
Der Zeppelin LZ 7 „Deutschland“ war das siebte von der Luftschiffbau Zeppelin GmbH in Friedrichshafen am Bodensee gebaute Verkehrsluftschiff. Er wurde von der Deutschen Luftschiffahrts-Aktiengesellschaft betrieben, stürzte aber neun Tage nach der Jungfernfahrt am 28. Juni 1910 während eines Unwetters am Limberg bei Bad Iburg im Teutoburger Wald ab, nachdem einer der Motoren versagt hatte.

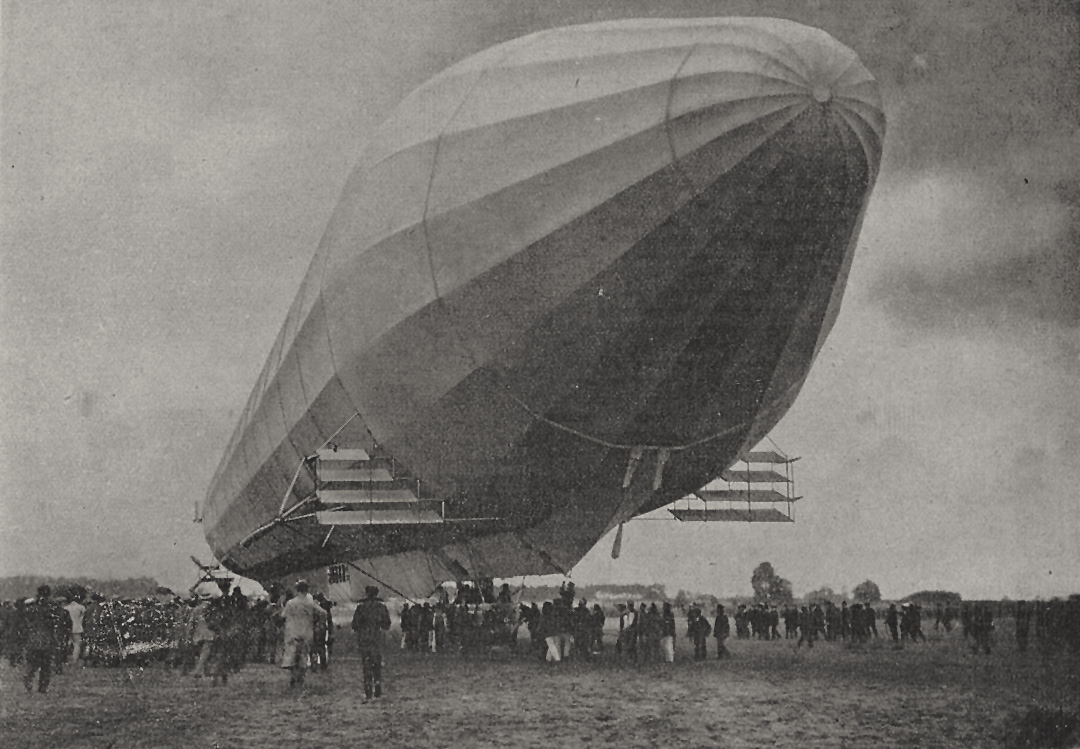
Landung des für den Passagierverkehr bestimmten Luftschiffs „Deutschland“ LZ 7 am 22. Juni 1910 auf der Golzheimer Heide bei Düsseldorf

## Technik und Ausstattung
LZ 7 „Deutschland“ war 148 Meter lang, hatte einen Durchmesser von 14 Metern und ein Traggasvolumen von 19.300 Kubikmetern. Damit war der Zeppelin größer als seine Vorgängermodelle. Drei Daimler-Motoren leisteten insgesamt 275 kW (375 PS). Einer war in der Führergondel untergebracht, die beiden anderen in der hinteren Gondel.
Erstmals in der Geschichte des Luftschiffbaus wurde im LZ 7 Goldschlägerhaut für die Konstruktion der Traggaszellen verwendet. Eine siebenfache Schicht dieser Rinderblinddarmhaut wurde hierfür zusammengefügt.
Die Besatzung bestand aus einem Führer, einem Fahringenieur, zwei Steuerleuten und vier bis fünf Maschinisten.
Zudem gab man dem Luftschiff mit „Deutschland“ erstmals einen offiziellen Beinamen. Diese Tradition sollte sich bei Passagier-Zeppelinen bis zu LZ 130 fortsetzen.
Die in der Mitte des Luftschiffes angebrachte Passagierkabine bot 24 Reisenden Platz. Sie war luxuriös mit Mahagoni-Holz ausgekleidet, Deckenbalken und Säulen waren mit Perlmutt-Einlegearbeiten geschmückt, der Fußboden mit einem Teppich belegt. Das Mobiliar bestand aus eleganten Korbstühlen und kleinen Tischen. Die Insassen hatten einen freien Blick durch große Schiebefenster. Während der Fahrt wurden ihnen Speisen und Getränke serviert. Die Tageskarte wies Gänseleber-Pastete, Malossol-Kaviar, Hummer, kaltes französisches Masthuhn, Pralinés, französische Früchte sowie an Getränken Deinhard Cabinet, Rhein- und Moselwein, Cognac und Grand Marnier cordon rouge auf.

## Geschichte

### Vorgeschichte
Der Bau von LZ 7 fiel in eine Zeit großer Begeisterung für die Luftschifffahrt im ersten Jahrzehnt des 20. Jahrhunderts. Daran hatte auch die Havarie von LZ 4 nichts geändert. Das Luftschiff war nach einer Notlandung bei Echterdingen am 5. August 1908 im Sturm aus seiner Verankerung gerissen worden und ging in Flammen auf. Das Unglück führte vielmehr zur „Zeppelinspende des deutschen Volkes“, einer Spendensammlung in der Bevölkerung. Sie brachte mehr als sechs Millionen Mark ein, die in die Zeppelin-Stiftung einflossen und die Gründung der Luftschiffbau Zeppelin GmbH ermöglichte. Im November 1908 wurde die Deutsche Luftschiffahrts-Aktiengesellschaft (DELAG) gründet, die sich der Passagierluftfahrt widmete. LZ 6 war im Jahr 1909 der erste für die kommerzielle Passagierluftfahrt gebaute Zeppelin.

### Bau und Inbetriebnahme

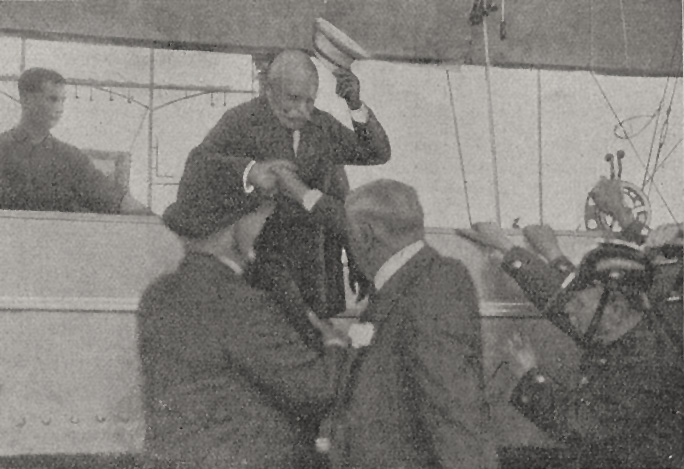
Oberbürgermeister Marx begrüßt den Grafen Zeppelin nach dessen Landung in Düsseldorf

LZ 7 wurde im folgenden Jahr in Friedrichshafen gebaut und auf den Namen „Deutschland“ getauft. Der Bau kostete 550.000 Mark. Die Jungfernfahrt unternahm LZ 7 unter dem Kommando von Graf Ferdinand von Zeppelin am 19. Juni 1910. Am 22. Juni traf LZ 7 in Düsseldorf ein. Die erste Rundreise von dort fand am 24. Juni statt. Sie löste unter den 20 Passagieren, unter ihnen fünf Frauen und drei Briten, Staunen über die ruhige Fahrt und die Aussicht auf die Landschaft aus 200 bis 300 Metern Höhe aus.

### Unglücksfahrt

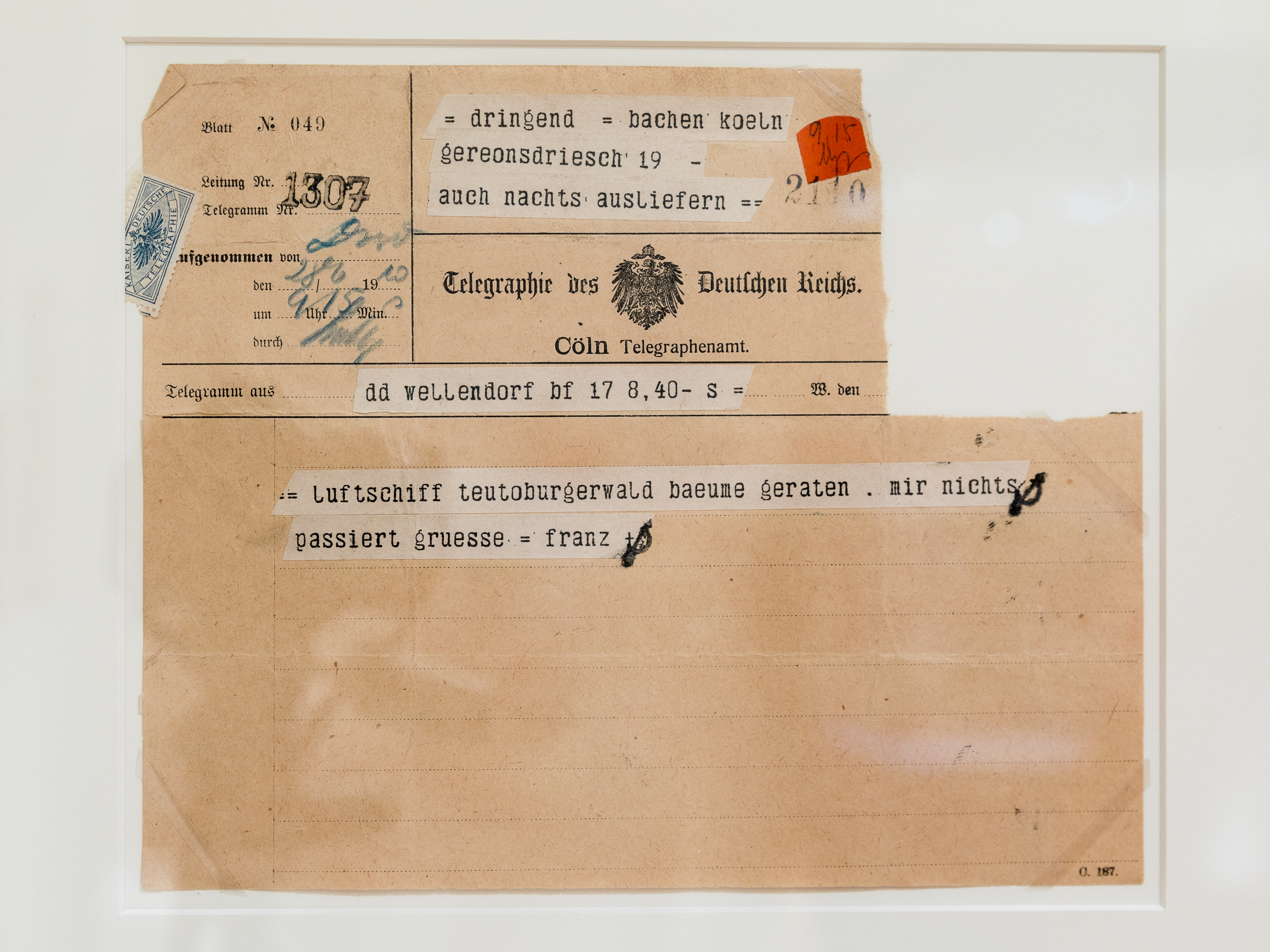
Telegramm eines Passagiers nach Hause, aufgegeben in Wellendorf (heute zu Hilter am Teutoburger Wald): „luftschiff teutoburger wald baeume geraten. mir nichts passiert gruesse – franz“

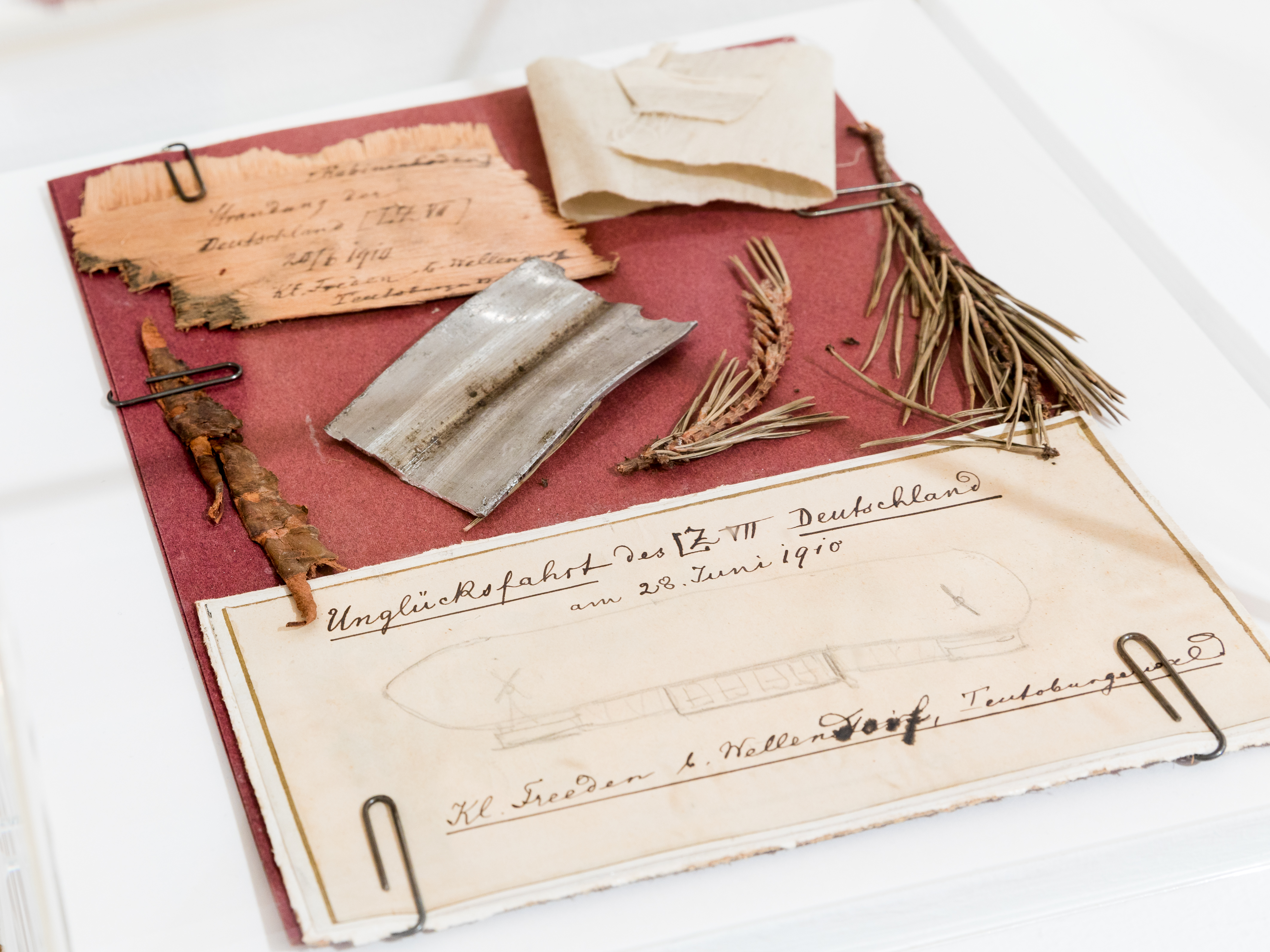
Devotionalien vom Absturz des Zeppelins: Zweige und Bruchstücke

Die nächste Fahrt unternahm LZ 7 am 28. Juni 1910 unter dem Kapitän Kannenberg. Mit an Bord waren Hugo Eckener und Alfred Colsman, der Direktor der Luftschiffbau Zeppelin GmbH. Um für die Personenbeförderung in Luftschiffen zu werben, hatte die DELAG 19 Journalisten, darunter zwei Reporter großer britischer Tageszeitungen, zu der als Vergnügungsfahrt gedachten Rundreise eingeladen.
Nach dem Start in Düsseldorf nahm das Luftschiff zunächst Kurs auf Solingen. Um 8:35 Uhr wurde den Gästen ein Sektfrühstück mit Kaviar gereicht. Um 8:45 Uhr versagte der hintere Backbord-Motor. Eine Stunde später erreichte das Luftschiff Remscheid. Wegen zunehmenden Winds scheiterte der Versuch, über Elberfeld wieder in Richtung Düsseldorf zu gelangen. Also versuchte man es nach Nordnordost in Richtung Dortmund, um dort zu landen. Um 11 Uhr setzte heftiger Regen ein, der Zeppelin wurde nach Nordnordwest abgetrieben. Als nächsten Landeort entschied sich die Besatzung für Münster. Als das Luftschiff um 12:15 Uhr über Lüdinghausen stand, kam Sturm auf. Nun wollte man den Teutoburger Wald überqueren, um nördlich des Gebirgszuges in Osnabrück zu landen.
Um 13:30 Uhr gelang es über Kattenvenne, den dritten Motor wieder in Gang zu setzen. Nun entschied sich die Besatzung erneut für Münster. Über Ostbevern stand die „Deutschland“ bis 16:30 Uhr im Unwetter. Der Treibstoff reichte nur noch zwei bis drei Stunden. Osnabrück blieb als letzter Ausweg. Ein Augenzeuge berichtete: „Über dem Teutoburger Wald stand eine schwefelgelbe Wolkenwand. Als das Schiff in die Wolken eintauchte, wurde es von 300 m Höhe auf 1050 m gerissen. Schneeflocken umwirbelten die ‚Deutschland‘. Die Passagiere waren die ganze Zeit ruhig und sich auch keiner Gefahr bewusst.“ Kurz nach 17 Uhr tauchte der Zeppelin unter die Wolken. Dann setzte der vordere Motor aus. Die „Deutschland“ stürzte am nahe der Stadt Bad Iburg gelegenen Limberg in den Nadelwald. Acht Meter über dem Waldboden stak das Luftschiff im Geäst der Bäume.
Die Besatzungsmitglieder ließen eine Strickleiter hinunter und Passagiere und Besatzung verließen das Wrack. Das Unglück forderte keine Menschenleben; ein Besatzungsmitglied erlitt beim Verlassen des Luftschiffs leichte Verletzungen.

### Folgende Ereignisse
Graf Zeppelin traf am nächsten Morgen mit einem Schnellzug in Osnabrück ein. Eine Menschenmenge versammelte sich an dem Hotel, in dem er abgestiegen war, um ihm zuzujubeln. Zeppelin zeigte sich mehrfach am Fenster und dankte. An die schwer zugängliche Unglücksstelle am Limberg in gut 15 Kilometer Entfernung fuhr er nicht mehr, denn die Aufräumarbeiten waren weitgehend beendet. Beteiligt hatten sich daran zunächst 50 Arbeiter eines Iburger Drahtseilwerks, herbeigeholte Monteure und Soldaten aus Osnabrück und Münster.
Das Unglück fand zwar weithin Beachtung, beeinträchtigte die Weiterentwicklung der Zeppeline jedoch nicht. Die Motoren von LZ 7 wurden später bei LZ 8 eingebaut.

## Mediale Berichterstattung
Bereits kurz nach dem Absturz am 28. Juni 1910 erschienen die ersten Presseberichte über das Unglück. Weil auch Berichterstatter überregionaler Zeitungen mitgefahren waren, erschienen zahlreiche Augenzeugenberichte. Die Bevölkerung in der nahen Stadt Osnabrück wurde durch Extrablätter über das Ereignis informiert.
Die Osnabrücker Zeitung berichtete am 29. Juni 1910 vom Unglücksort: „Nur noch ein paar Schritte durch den Wald, und man stand vor dem Vorderteil des gigantischen anderthalbhundert Meter in der Länge messenden und doch so fast durchsichtig leichten Luftschiffkörpers. […] Klaffende Risse zeigten sich überall, die Hülle war von den Bäumen aufgeschlitzt. […] Die vordere Gabel war noch einigermaßen unversehrt, auch die Kabine hatte keinen nennenswerten Schaden erlitten. Aber dann mit einem Male ein Bruch von oben bis unten durch! Das Gestänge war zersplittert, die Hülle hier vollständig zerrissen, die Stücke lagen überall am Boden herum. Das Innere des Luftschiffes lag offen da. Dicke Tannen ragten im Inneren empor und hatten die Bolconets zerstört.“
Der Absturz hatte schon am Tag des Unglücks Neugierige in Massen an den Berg gelockt. Die Osnabrücker Zeitung berichtete: „Was das Unglück des ‚Zeppelin‘ für die Bevölkerung bedeutet, soll man auch hier bald daran erkennen, wie von allen Seiten, mit der Bahn, auf Gespannen, mit Automobilen, Fahrrädern und zu Fuß die Leute aus Bielefeld, Münster, Osnabrück usw. herbeikamen. Da wurde es auf den schmalsten Waldgängen des sonst so einsam daliegenden Berges lebendig.“'

## Erinnerung

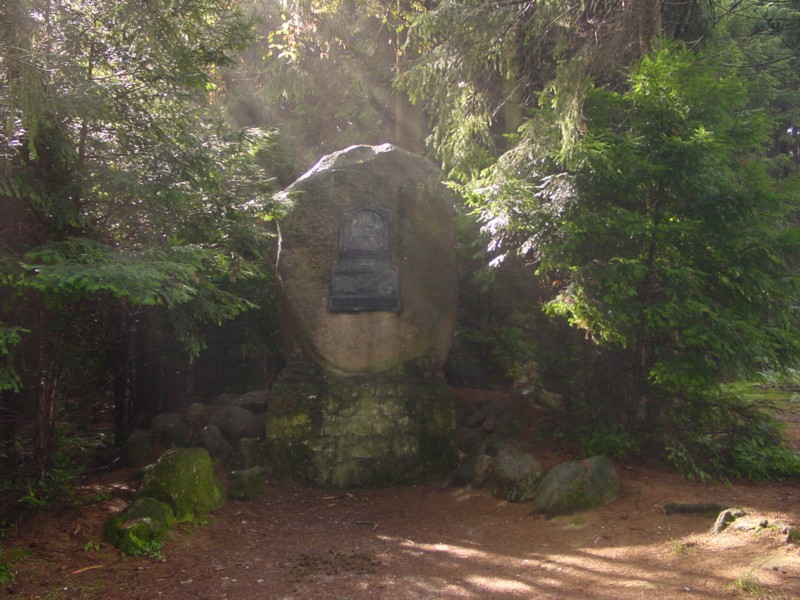
Der Gedenkstein am Limberg

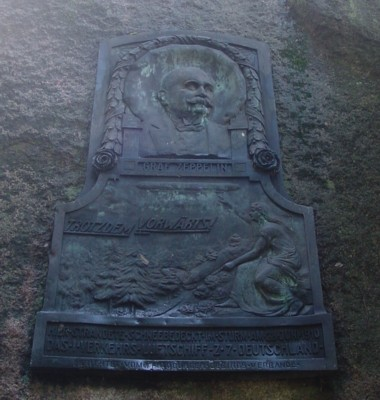
Detail des Gedenksteins; Relieftafel von Heinrich Wulfertange

Im kollektiven Gedächtnis der Bevölkerung von Bad Iburg und Umgebung ist die Erinnerung an das Unglück bis heute wach. Auf Osnabrücker Platt beschrieb der Iburger Heinrich Künne, was ihm sein Vater von dem Unglück erzählte:

„Ick weet et noch wie van Daage, siär use Pappe, os ik de mächtige Zigarren ganz schraut über den Friär för de düsteren Wolken in die Luft staun seug. Up eenmol sackede he nau unnen weg und man konn de nix miähr van sehn – Et duerde garnich lange do keimen de Lüe met Fahrriäer, met Piärd und Wagen un auk to Foote, und se röpen: ‚De Zeppelin is unnergaun, do buorben up’n Limbiärge mot he liggen.“

„Ich weiß noch wie heute, sagte unser Vater, als ich die mächtige Zigarre ganz schräg über dem Freeden vor den dunklen Wolken in der Luft stehen sah. Mit einem Mal sackte sie ab und man konnte nichts mehr sehen. – Es dauerte gar nicht lange, dann kamen die Leute mit Fahrrädern, mit Pferd und Wagen und zu Fuß, und sie riefen: ‚Der Zeppelin ist abgestürzt, dort oben auf dem Limberg muss er liegen.“

1911 errichtete der Teutoburger-Wald-Gebirgsverein an der Unglücksstelle einen Gedenkstein. Die Bronzetafel trägt die Inschrift „Hier strandete schneebedeckt im Sturm am 28. 6. 1910 das erste Verkehrs-Luftschiff Z 7 'Deutschland' – Trotzdem vorwärts –“. Die Relieftafel schuf der Osnabrücker Holzschnitzer, Modelleur und Bildhauer Heinrich Wulfertange (1854–1924), Vater von Rudolf Wulfertange.

## Ausstellung (2010)
Im heimatkundlichen Museum Averbecks Speicher im Bad Iburger Stadtteil Glane wurde 2010 aus Anlass des 100. Jahrestages des Zeppelinunglücks die Sonderausstellung „Zeppelin und Luftschifffahrt“ gezeigt.